# Nezumia semiquincunciata
Nezumia semiquincunciata és una espècie de peix de la família dels macrúrids i de l'ordre dels gadiformes.

## Morfologia
- Els mascles poden assolir 27 cm de llargària total.[6][7]

## Hàbitat
És un peix d'aigües profundes que viu entre 450-455 m de fondària.

## Distribució geogràfica
Es troba al Mar d'Andaman, la Badia de Bengala, Zanzíbar i Moçambic.